# Ломовской сельсовет
Ломовской сельсовет — сельское поселение в Чаплыгинском районе Липецкой области Российской Федерации.
Административный центр — село Ломовое.

## История
Статус и границы сельского поселения установлены Законом Липецкой области от 23 сентября 2004 года № 126-ОЗ «Об установлении границ муниципальных образований Липецкой области»

## Население
| 2010 | 2012 | 2013 | 2014 | 2015 | 2016 | 2017 |
| ---- | ---- | ---- | ---- | ---- | ---- | ---- |
| 592  | ↘586 | ↘581 | ↘564 | ↘558 | ↘551 | ↘538 |
| 2018 | 2021 |      |      |      |      |      |
| ↘529 | ↗547 |      |      |      |      |      |

## Состав сельского поселения
| № | Населённый пункт | Тип населённого пункта       | Население |
| - | ---------------- | ---------------------------- | --------- |
| 1 | Большое Петелино | деревня                      | ↘149      |
| 2 | Климово          | село                         | ↗36       |
| 3 | Ломовое          | село, административный центр | ↘407      |